# L'ombrello blu
L'ombrello blu (The Blue Umbrella) è un cortometraggio d'animazione computerizzata del 2013 diretto da Saschka Unseld.

## Trama
In una metropoli immersa nella pioggia, un ombrello blu incontra per caso un'affascinante ombrellina rossa e ne rimane subito invaghito; tenta così di farsi notare da lei ma i due sono separati dalla folla che allontana i loro legittimi proprietari. Cercando disperatamente di riavvicinarsi alla sua amata, l'ombrello blu è però trascinato via da una folata di vento. In balia della tempesta, il povero ombrello viene aiutato da alcuni oggetti cittadini (segnali stradali, insegne, inferriate...) che prendono vita per aiutarlo ma alla fine va a sbattere contro un camion. Malconcio e rovinato, l'ombrello giace tristemente sull'asfalto, quando si avvicinano due persone: il suo proprietario, che lo raccoglie e lo sistema, e... la proprietaria dell'ombrellina rossa, che lo guarda preoccupata. Rimesso in sesto l'ombrello blu, i due ragazzi camminano stavolta vicini, con gli ombrelli che si sfiorano... e gli oggetti della città, felici, sorridono nel vedere le due nuove coppie.

## Produzione
Prodotto da Pixar Animation Studios, il corto racconta la storia d'amore di due ombrelli, uno rosso e l'altro blu, in una città popolata da ombrelli neri. L'opera fa uso di inediti algoritmi di programmazione per la resa della luce e presenta un aggiornamento nel sistema di rendering, con effetti di fotorealismo mai visti prima in un prodotto d'animazione.
Direttore tecnico della Pixar, Unseld decise di debuttare come regista dopo aver avuto l'idea per il corto vedendo un ombrello abbandonato ai margini di una strada.

## Distribuzione
Presentato al Festival internazionale del cinema di Berlino il 12 febbraio 2013, è stato abbinato all'uscita nei cinema di Monsters University.